# Старик и море
«Стари́к и мо́ре» (англ. The Old Man and the Sea) — повесть американского писателя Эрнеста Хемингуэя, написанная в Бимини (Багамские острова) и вышедшая в 1952 году. Последнее известное художественное произведение Хемингуэя, опубликованное при его жизни. Рассказывает историю старика Сантьяго, кубинского рыбака, о его борьбе в открытом море с гигантским марлином, который стал самой большой добычей в его жизни.

## Сюжет
Старый кубинский рыбак Сантьяго 84 дня выходит в море и не может ничего поймать, поэтому его начинают считать salao, то есть самым что ни на есть невезучим. И только его маленький друг Манолин продолжает ему помогать, хотя отец запрещает ему рыбачить со старым Сантьяго и велит ходить в море с удачливыми рыбаками. Мальчик часто навещает старика в его хижине, помогает относить снасти, готовить еду, они часто разговаривают об американском бейсболе и их любимом игроке Джо Ди Маджо. Сантьяго говорит Манолину, что на следующий день он выйдет подальше в Гольфстрим, к северу от Кубы во Флоридский пролив, уверенный, что его полосе невезения должен наступить конец.
На 85-й день старик выходит в Гольфстрим, как обычно, на своей парусной лодке, забрасывает леску, и к полудню ему улыбается удача — на крючок попадается марлин около 5,5 метра длиной. Старик жалеет, что с ним нет мальчика: одному справиться нелегко. В течение двух дней и двух ночей марлин уносит лодку далеко в море. Мало поймать рыбу — с ней ещё надо доплыть до берега. Поранившись леской, Сантьяго понимает своего противника и сострадает ему, часто называя его братом. Он также утверждает, что никто не достоин съесть этого марлина из-за его благородства и достоинства.
На третий день рыба начинает плавать вокруг лодки. Изнурённый Сантьяго, практически в бреду, тратит свои последние силы, чтобы вытащить рыбу к поверхности и засадить в неё гарпун. Потом привязывает марлина к борту лодки и направляется домой, думая о высокой цене, которую он получит за неё на рынке, и о людях, которых он накормит.
На кровь из ран рыбы к лодке старика собираются акулы. Старик вступает с ними в схватку, убивает большую акулу-мако своим гарпуном, но теряет своё оружие. Он изготавливает новый гарпун, привязав свой нож к концу весла, чтобы отбиться от очередной атаки акул; таким способом он убивает пять акул, заставив остальных отступить. Но здесь силы неравны, и с наступлением ночи акулы пожирают почти всю тушу марлина, оставив от него лишь скелет из спинного хребта, хвоста и головы. Сантьяго понимает, что сейчас он стал совершенно невезучим, и, признавая поражение, говорит акулам, что они на самом деле убили человека и его мечты. Когда Сантьяго доплывает до берега перед рассветом следующего дня, он с трудом поднимается к своей хижине, взвалив тяжёлую мачту на плечо, а скелет рыбы оставив на берегу. Войдя в дом, он ложится на кровать и засыпает.
На следующий день вокруг лодки, к которой всё ещё был привязан рыбий скелет, собирается множество рыбаков. Один из рыбаков измеряет скелет верёвкой. Педрико забирает себе голову рыбы, а остальные рыбаки велят Манолину передать старику, что они сочувствуют ему. Туристы в соседнем кафе ошибочно принимают марлина за акулу. Манолин, переживая за старика, плачет, когда видит его израненные руки и убеждается, что тот дышит. Мальчик приносит в хижину газеты и кофе. Когда старик просыпается, они договариваются выйти в море ещё раз вместе. Заснув снова, Сантьяго видит во сне свою юность: львов на африканском побережье.

## История создания
Ни одна хорошая книга никогда не была написана так, чтобы символы в ней были придуманы заранее и вставлены в неё… Я старался создать реального старика, реального мальчика, реальное море, реальную рыбу и реальных акул. Но если я сделал их достаточно хорошо и достаточно правдиво, они могут значить многое.
Повесть посвящена Чарли Скрибнеру и литературному редактору Хемингуэя Максу Перкинсу; её опубликовали на страницах журнала «Life» 1 сентября 1952 года. Пять миллионов экземпляров журнала были распроданы за два дня.
«Клуб Книги месяца» назвал повесть «Старик и море» лучшей книгой. Книжная версия также вышла 1 сентября 1952 года, она имела тираж 50 000 экземпляров и содержала чёрно-белые иллюстрации Чарльза Танниклиффа и Реймонда Шеппарда.
В мае 1953 года Эрнест Хемингуэй получил Пулитцеровскую премию за своё произведение, в 1954 году — Нобелевскую премию по литературе. Успех «Старика и моря» сделал Хемингуэя всемирно знаменитым. Повесть изучают в школах, и она продолжает приносить гонорар со всего мира.

## Значение в литературе
Повесть «Старик и море» вернула Хемингуэю литературную репутацию и привела к пересмотру всего его творчества. Она с самого начала стала очень популярной и вернула многим читателям уверенность в способностях Хемингуэя как писателя. Издательство Scribner’s на первом варианте суперобложки назвало повесть «новой классикой», а многие критики благосклонно сравнивали её с «Медведем» Уильяма Фолкнера и «Моби Диком» Германа Мелвилла.
Грегорио Фуэнтес, которого многие критики считают прототипом Сантьяго, был голубоглазым уроженцем Лансароте — одного из Канарских островов. Начав выходить в море в десятилетнем возрасте на кораблях, направлявшихся в африканские порты, он в 22 года окончательно перебрался на Кубу. Прожив там 82 года, Фуэнтес в 2001 г. попытался вернуть себе испанское гражданство. Критики отмечают, что Сантьяго также было около 22 лет, когда он перебрался из Испании на Кубу, поэтому он был достаточно взрослым, чтобы на Кубе его считали иммигрантом и чужаком.
Замысел этого произведения созревал у Хемингуэя в течение многих лет как часть романа о взаимоотношениях между матерью и сыном. Отношения в книге соотносятся с Библией, которую писатель называет «Книгой моря». Частично этот замысел воплощён в опубликованных посмертно «Островах в океане». Ещё в 1936 году в очерке «На голубой воде» для журнала «Эсквайр» он описал подобный эпизод, случившийся с кубинским рыбаком.

Уже после опубликования повести Хемингуэй в одном интервью приоткрыл свой творческий замысел. Он сказал, что книга «Старик и море» могла иметь и более тысячи страниц, в этой книге мог найти своё место каждый житель деревни, все способы, какими они зарабатывают себе на жизнь, как они рождаются, учатся, растят детей. 
Это всё отлично сделано другими писателями. В литературе вы ограничены тем, что удовлетворительно сделано раньше. Поэтому я должен постараться узнать что-то ещё. Во-первых, я постарался опустить всё не необходимое с тем, чтобы передать свой опыт читателям так, чтобы после чтения это стало частью их опыта и представлялось действительно случившимся. Этого очень трудно добиться, и я очень много работал над этим. Во всяком случае, говоря кратко, на этот раз мне небывало повезло, и я смог передать опыт полностью, и при этом такой опыт, который никто никогда не передавал.

В своём эссе «Confiteor Hominem: Вера Эрнеста Хемингуэя в человека» Джозеф Вальдмеир благосклонно оценивает повесть и единственный из всех критиков определяет аналитически её тему. Наиболее ярким тезисом является ответ Вальдмеира на вопрос «В чём основная идея книги?»: 
Ответ предполагает, что «Старик и море» прочитана на третьем уровне: как разновидность аллегорического комментария ко всему предшествующему творчеству писателя, посредством которого стало возможным установить, что религиозные намёки «Старика и моря» не являются особенностью только этой книги автора и что Хемингуэй наконец сделал решительный шаг в вознесении того, что можно назвать его философией человечества, до уровня религии.
Вальдмеир рассмотрел функцию христианских образов повести, наиболее очевидных, когда Хемингуэй явно ссылается на распятие Христа после того, как Сантьяго замечает акул: «— Ай! — произнёс старик слово, не имеющее смысла, скорее звук, который невольно издаёт человек, чувствуя, как гвоздь, пронзив его ладонь, входит в дерево».

Одним из противников «Старика и моря» был Роберт П. Уикс. Его статья 1962 года «Фальшь в „Старике и море“» представляет его убеждение, что повесть является неубедительным и неожиданным отклонением от привычного и реалистичного Хемингуэя (ссылаясь на остальные произведения Хемингуэя как на «былые триумфы»). Противопоставляя эту повесть предыдущему творчеству Хемингуэя, Уикс утверждает: 
Отличие, однако, в результативности, с которой Хемингуэй использует этот характерный прием в своих лучших произведениях и в «Старике и море». «Старик и море», где Хемингуэй больше всего внимания уделил природным объектам, написана с необычайным количеством фальши, необычайным оттого, что не ожидаешь найти какие-либо неточности, идеализации природных объектов у писателя, который презирал У. Г. Хадсона, не мог читать Торо, осуждал мелвилловскую риторику в «Моби Дике» и которого самого не раз критиковали, в частности Фолкнер, за его приверженность фактам и нежелание «придумывать».
Некоторые комментаторы предположили, что Хемингуэй написал «Старика и море» в ответ на открытую критику, которую вызвал его роман «За рекой, в тени деревьев».

## Наследие
- 1958 — «Старик и море» — фильм Джона Стерджеса
- 1990 — «Старик и море» — телевизионный фильм Джада Тейлора
- 1999 — «Старик и море» — мультфильм Александра Петрова
- 2005 — «Старик и море» — телеспектакль В. М. Ивченко в исполнении актеров БДТ им. Г.Товстоногова[6].
- 2012 — «Шал» (Старик) — фильм Ермека Турсунова
- 2017 — «Старик и море» — моноспектакль Анатолия Васильева, в роли старика — Алла Демидова